# Józef Grzesiak

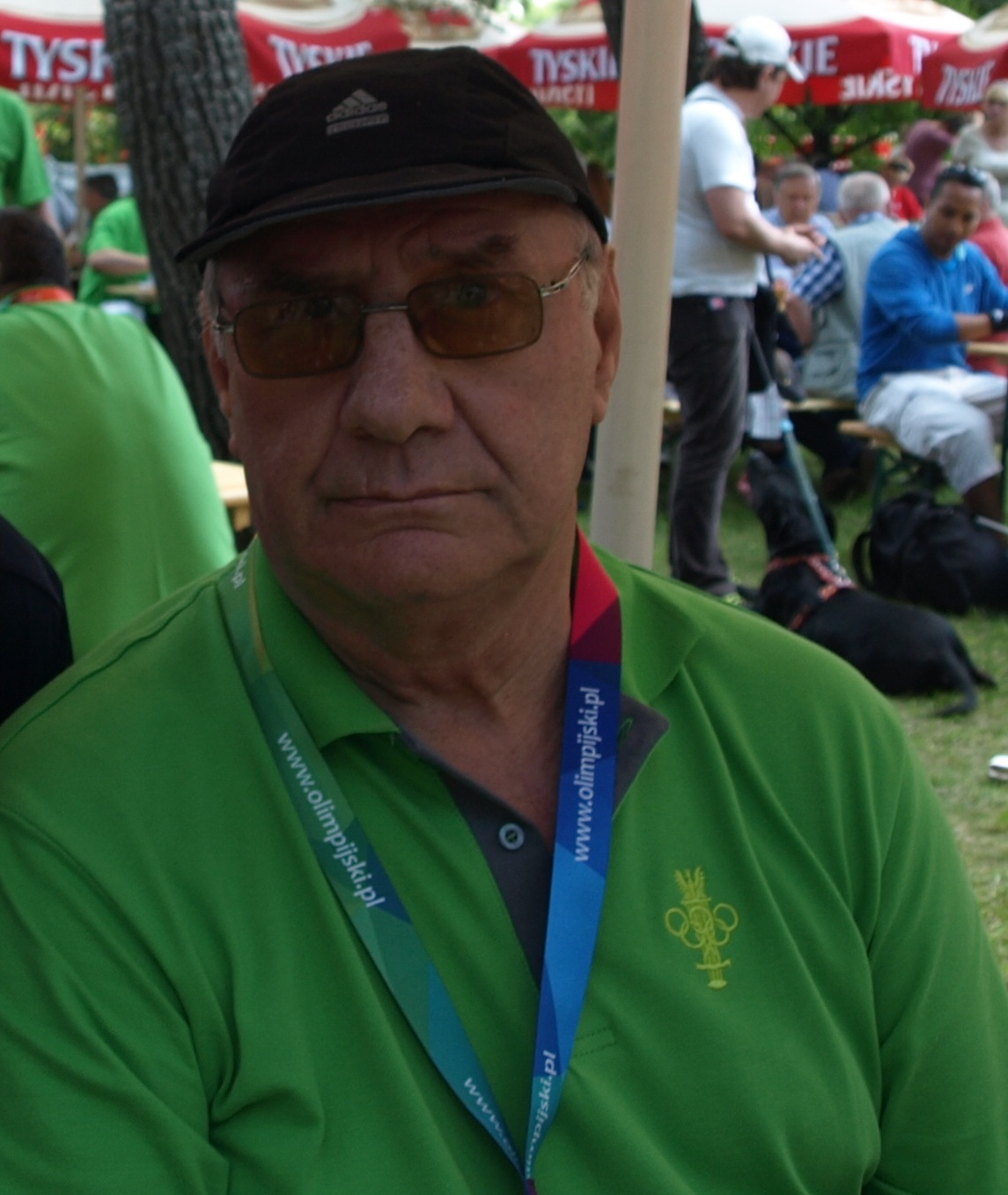
Józef Grzesiak (2014)

Józef Grzesiak (* 18. Februar 1941 in Kalisz; † 30. Mai 2020) war ein polnischer Boxer im Halbmittelgewicht.

## Karriere
Józef Grzesiak war Polnischer Meister 1964, 1965 und 1966. Bei den Olympischen Spielen 1964 in Tokio gewann er eine Bronzemedaille, nachdem er sich gegen Massimo Bruschini, Kurt Mattsson und Vasile Mîrza ins Halbfinale vorgekämpft hatte und erst dort gegen Boris Lagutin ausschied.